# Ян Плахетка
Ян Плахетка (словац. Ján Plachetka; нар. 18 лютого 1945, Тренчин) – словацький шахіст і шаховий тренер (старший тренер ФІДЕ від 2009 року), гросмейстер від 1978 року.

## Шахова кар'єра
До 1993 року належав до широкої когорти провідних чехословацьких шахістів, тричі здобувши медалі на чемпіонаті країни: срібну (1992) і дві бронзові (1973, 1988). У 1974 - 1986 роках п'ять разів брав участь у шахових олімпіадах, найбільшого успіху досягнувши 1982 року в Люцерні, де шахісти Чехословаччини здобули срібні медалі. Крім того, на олімпійських турнірах двічі представляв Словаччину (1994, 2002). Між 1970 і 1999 роками п'ять разів брав участь у командних чемпіонатах Європи (чотири рази у складі збірної Чехословаччини і один раз у словацькій команді). 1993 року в Топольчанках став чемпіоном Словаччини.
Досягнув низки успіхів на міжнародних турнірах, зокрема: поділив 1-2-ге місце (разом з Лотарем Фогтом) у Старому Смоковці (1972), посів 1-ше місце у Рімавскій Соботі (1975), поділив 1-2-ге місце (разом з Юрієм Авербахом) у Поляниці-Здруй (1975, Меморіал Рубінштейна), поділив 1-3-тє місце в Мариборі (1977), посів 1-ше місце у Трнаві (1979), посів 1-ше місце в Софії (1979), поділив 1-2-ге місце в Старому Смоковці (1979, знову з Лотарем Фогтом), поділив 1-3-тє місце у Новому Саді (1983), поділив 1-2-ге місце в Парижі (1989), поділив 1-2-ге місце в Оломоуці (2002), посів 1-ше місце в Старому Місті (2004), поділив 1-2-ге місце в Ліппштадті (2005) та 1-3-тє місце в Умагу (2006).
Найвищий рейтинг Ело в кар'єрі мав станом на 1 січня 1980 року, досягнувши 2480 очок ділив тоді 4-5-те місце (разом з Властімілом Янсою) серед чехословацьких шахістів.

## Зміни рейтингу
| На цьому місці має відображатися графік чи діаграма, однак з технічних причин його відображення наразі вимкнено. Будь ласка, не видаляйте код, який викликає це повідомлення. Розробники вже працюють для того, щоби відновити штатне функціонування цього графіка або діаграми. | |
| | На цьому місці має відображатися графік чи діаграма, однак з технічних причин його відображення наразі вимкнено. Будь ласка, не видаляйте код, який викликає це повідомлення. Розробники вже працюють для того, щоби відновити штатне функціонування цього графіка або діаграми. |